# Comitato elettrotecnico italiano
Il Comitato Elettrotecnico Italiano (in acronimo CEI) è un'associazione fondata nel 1909, riconosciuta sia dallo Stato Italiano, sia dall'Unione europea, per le attività normative e di divulgazione della cultura tecnico-scientifica.

## Attività e funzioni
La missione del CEI, quale organo super partes, è quella di elaborare documenti normativi di buona tecnica, partecipare alla stesura e recepire documenti normativi armonizzati europei, partecipare alla stesura di normative internazionali, diffondere la cultura tecnico-scientifica e della standardizzazione.
A tale scopo il CEI sviluppa una serie di attività normative e prenormative a livello nazionale ed internazionale che includono, oltre all'attività principale di pubblicazione dei documenti normativi, azioni di promozione e di diffusione della cultura tecnica e della sicurezza elettrica con il coinvolgimento di tutte le parti sociali interessate.
Per adempiere alla propria missione, il CEI coordina e svolge le seguenti attività:
- elaborare, pubblicare, promuovere e diffondere le norme tecniche nel settore elettrotecnico, elettronico e delle telecomunicazioni per materiali, apparecchi, macchine, impianti, processi e loro programmi, stabilendo i relativi requisiti di qualità e di sicurezza;
- provvedere alla simbologia, alla nomenclatura, alla terminologia e all'unificazione nei settori di competenza;
- stabilire criteri, metodi di prova e limiti finalizzati al raggiungimento di adeguati livelli di sicurezza, affidabilità e qualità dei prodotti o dei processi, nonché elaborare regole e procedure per prove e controlli di rispondenza alle norme tecniche; fissare criteri di valutazione di laboratori, costruttori, singoli operatori, ai fini del loro accreditamento da parte dei competenti organismi;
- studiare i problemi di carattere scientifico e tecnologico connessi alle esigenze di impiego, funzionamento, sicurezza o altro di prodotti nel settore elettrico, elettronico e delle telecomunicazioni diffondendo la loro conoscenza e utilizzazione nazionale;
- promuovere e sviluppare la cultura tecnica con attività formative ed informative di vario genere, con iniziative documentali ed editoriali complementari, anche attraverso corsi di formazione, convegni, seminari e con il supporto di manuali, guide, software applicativi e commentari tecnici;
- promuovere e favorire l'attività di certificazione;
- partecipare alle attività delle organizzazioni internazionali di normazione, rendere operativa l'armonizzazione delle norme tecniche e deliberare sui progetti normativi al fine di assolvere i mandati ricevuti secondo le politiche comunitarie.

Il CEI è, inoltre, membro della IEC - International Electrotechnical Commission e del CENELEC - Comité européen de normalisation electrotechnique con rappresentanza diretta negli organi di governance delle associazioni.

## Il contenuto delle norme
La documentazione emessa dal CEI, comunemente nota come "norme CEI", definisce la buona tecnica per i prodotti, i processi e gli impianti, costituendo il riferimento per la presunzione di conformità alla "regola dell'arte".
Le norme tecniche europee armonizzate e pubblicate dal CEI costituiscono uno strumento univoco e ben codificato per soddisfare le prescrizioni di natura obbligatoria previste dalla legislazione italiana.

## Legislazione italiana correlata
A titolo esemplificativo, nel settore elettrico italiano è in vigore il seguente quadro legislativo:
- legge 1º marzo 1968 n. 186: "...Tutte le apparecchiature e gli impianti elettrici ed elettronici devono essere costruiti "a regola d'arte"; quelli realizzati secondo le norme del CEI si intendono costruiti a regola d'arte".
- legge 18 ottobre 1977 n. 791: "...È obbligatorio costruire e vendere materiale elettrico a bassa tensione costruito a regola d'arte…". Un decreto successivo (D.M. 15/12/1978) precisa che il CEI è l'organismo italiano incaricato dell'elaborazione delle norme armonizzate.
- legge 5 marzo 1990, n. 46: Le imprese installatrici sono tenute ad eseguire gli impianti a regola d'arte utilizzando materiali costruiti a regola d'arte; i materiali e i componenti realizzati secondo le norme tecniche di sicurezza dell'UNI e del CEI sono considerati costruiti a regola d'arte.
- decreto ministeriale 22 gennaio 2008 n. 37: Le imprese realizzano gli impianti secondo la regola dell'arte, in conformità alla normativa vigente e sono responsabili della corretta esecuzione degli stessi. Gli impianti realizzati in conformità alla vigente normativa e alle norme dell'UNI, del CEI o di altri Enti di normalizzazione appartenenti agli Stati membri dell'Unione europea o che sono parti contraenti dell'accordo sullo spazio economico europeo, si considerano eseguiti secondo la regola dell'arte.